# Férfi 10 km-es nyílt vízi úszás a 2024. évi nyári olimpiai játékokon
A 2024. évi nyári olimpiai játékokon az úszás férfi 10 km-es nyílt vízi versenyszámát augusztus 9-én rendezték meg Párizsban a Szajna folyóban. Az aranyérmet az előző olimpián ezüstérmes Rasovszky Kristóf szerezte meg. A címvédő német Florian Wellbrock a nyolcadik helyen ért célba. A szám másik magyar indulója, Betlehem Dávid bronzérmes lett.

## Naptár
| Dátum              | Időpont | Forduló |
| ------------------ | ------- | ------- |
| 2024. augusztus 9. | 7:30    | Döntő   |

## A verseny
A rajt után a címvédő Florian Wellbrock állt az élre, mögötte vele egy bolyban úszott Rasovszky Kristóf és Gregorio Paltrinieri. A hat körös verseny második körében állt élre a későbbi győztes magyar versenyző, aki innentől szinte végig vezette a mezőnyt és 2,1 másodperces előnnyel nyerte a versenyszámot. Betlehem Dávid a táv nagy részében az élen állók mögött néhány másodperccel a 6-8. helyen haladt, az utolsó körben indított hajrájával az olasz Domenico Acerenzát végül 0,6 másodperccel megelőzve lett bronzérmes.

## Végeredmény
Az időeredmények óra:perc:másodpercben értendők.
| Helyezés | Név                     | Nemzet           | E             | I             |
| -------- | ----------------------- | ---------------- | ------------- | ------------- |
| Arany    | Rasovszky Kristóf       | Magyarország     | 1:50:52,7     |               |
| Ezüst    | Oliver Klemet           | Németország      | 1:50:54,8     | +2,1          |
| Bronz    | Betlehem Dávid          | Magyarország     | 1:51:09,0     | +16,3         |
| 4.       | Domenico Acerenza       | Olaszország      | 1:51:09,6     | +16,9         |
| 5.       | Logan Fontaine          | Franciaország    | 1:51:47,9     | +55,2         |
| 6.       | Hector Pardoe           | Nagy-Britannia   | 1:51:50,8     | +58,1         |
| 7.       | Marc-Antoine Olivier    | Franciaország    | 1:51:50,9     | +58,2         |
| 8.       | Florian Wellbrock       | Németország      | 1:51:54,4     | +1:01,7       |
| 9.       | Gregorio Paltrinieri    | Olaszország      | 1:51:58,0     | +1,05,3       |
| 10.      | Athanásziosz Kinigákisz | Görögország      | 1:52:37,2     | +1:44,5       |
| 11.      | Nicholas Sloman         | Ausztrália       | 1:56:24,4     | +5:31,7       |
| 12.      | Paulo Strehlke          | Mexikó           | 1:56:28,4     | +5:35,7       |
| 13.      | Kyle Lee                | Ausztrália       | 1:56:42,5     | +5:49,8       |
| 14.      | Toby Robinson           | Nagy-Britannia   | 1:56:43,0     | +5:50,3       |
| 15.      | Minamide Taisin         | Japán            | 1:56:57,3     | +6:04,6       |
| 16.      | Matan Roditi            | Izrael           | 1:57:02,3     | +6:09,6       |
| 17.      | David Farinango         | Ecuador          | 1:57:08,6     | +6:15,9       |
| 18.      | Daniel Wiffen           | Írország         | 1:57:20,1     | +6:27,4       |
| 19.      | Ivan Puskovitch         | Egyesült Államok | 1:57:52,5     | +6:59,8       |
| 20.      | Martin Straka           | Csehország       | 1:57:52,9     | +7:00,2       |
| 21.      | Jan Hercog              | Ausztria         | 2:01:03,8     | +10:11,1      |
| 22.      | Piotr Woźniak           | Lengyelország    | 2:02:38,6     | +11:45,9      |
| 23.      | Kuzey Tunçelli          | Törökország      | 2:02:58,1     | +12:05,4      |
| 24.      | Felix Auböck            | Ausztria         | 2:03:00,5     | +12:07,8      |
| 25.      | Henrik Christiansen     | Norvégia         | 2:03:38,2     | +12:45,5      |
|          | Guilherme Costa         | Brazília         | Nem ért célba | Nem ért célba |
|          | Carlos Garach           | Spanyolország    | Nem ért célba | Nem ért célba |
|          | Phillip Seidler         | Namíbia          | Nem ért célba | Nem ért célba |
|          | Emir Batur Albayrak     | Törökország      | Nem ért célba | Nem ért célba |
|          | Victor Johansson        | Svédország       | Nem ért célba | Nem ért célba |
|          | Ahmed Jaouadi           | Tunézia          | Nem ért célba | Nem ért célba |